# Ассирия
Асси́рия (новоассирийская клинопись. , māt Aššur; ассир. ܐܵܫܘܿܪ, ˀĂšūr, «Ashur») — древнемесопотамское государство с метропольной территорией на севере современного Ирака, которое населяли древние ассирийцы и покорённые ими народы. Ассирийцы внесли значительный вклад в развитие военного дела, искусства и архитектуры, а вместе с вавилонянами они создали обширную литературу на аккадском языке. Их религия несла общемесопотамские черты и уходит корнями в шумерское время, но быт и нравы имели свои региональные особенности. Страной поначалу управляли должностные лица, затем цари; зависимыми и коренными территориями — наместники, впоследствии областеначальники, а в результате непрерывных войн и военачальники.
История Ассирийского государства длилась около 1800 лет и была достаточно уникальной для Древнего Востока. Возникнув в раннем бронзовом веке как город-государство, и, минуя стадию ранних восточных деспотий (если не считать аморейскую династию), оно трансформировалось в развитое позднебронзовое Ассирийское царство, которое, в свою очередь, избежало гибели в бронзовом коллапсе. В результате чрезвычайно удачного стечения обстоятельств Ассирия всё же стала могущественной деспотией железного века, поначалу единственной и с существенным кризисом роста, а затем и первой мировой империей в истории человечества. Но погибла, как и все последующие.

## География и этнография

### Коренная Ассирия и близлежащие области
Исток реки Тигр лежит в горах Тавра (Турция), верхнее течение проходит через плато Джезире (Сирия), среднее и нижнее — в Месопотамской низменности (Ирак). В древности он имел самостоятельное устье с заболоченной лагуной (реки Шатт-эль-Араб тогда не существовало), каменистый и пустынный берег в нижнем течении не имел там такого же большого хозяйственного значения, как его река-близнец Евфрат. Но верховья Тигра не были безлюдны с древнейших времён. Эта река и по сей день важнейшая транспортная артерия региона, в древности же один из торговых путей из Месопотамии в Малую Азию. И если путь вдоль Евфрата почти безальтернативный, обрамлённый Сирийской пустыней и полупустынями плато Джезире, то Тигр пересекали и несколько важнейших путей с востока на запад, дававших с путём с юга на север множество развилок и перекрёстков для торговли и переброски войск. Бурное течение, а в некоторых местах крутой горный склон гряды Джебель-Макхуль на правом берегу (подчас даже без пляжа или тропы на нём) не позволяют безопасно форсировать реку. Известно пять стратегических переправ через Тигр. Первая находилась в районе города Ниневия (телль Куюнджик и др. в совр. Мосуле), вторая — возле Кальху (истор. объект Нимруд возле устья Большого Заба), третья — рядом с Ашшуром (городище Калат-Шергат возле совр. Шергата). Эти переправы вели на восток к Арбеле (телль с цитаделью в совр. Эрбиле), от первых двух дорога пересекала ещё и реку Большой Заб. Четвёртая и пятая лежали южнее гряд Хамрин, вне собственно коренной Ассирии, которую можно условно заключить в треугольник Ниневия — Ашшур — Арбела (Тигр — Малый Заб — Загрос). В природном отношении эта область, делящаяся рекой Большой Заб на два района, местами представляла собой равнину, изредка холмы, где в древности было возможно богарное земледелие с орошением за счёт осадков, горных ручьёв, колодцев и других подземных источников (строительство каналов в регионе затруднено). Климат здесь менее засушливый, чем в низовьях Междуречья, но и более прохладный. Северный из обозначенных выше районов, между Тигром и Большим Забом, в ранней древности к Ассирии не причислялся. Южный, между левыми притоками Тигра Большим и Малым Забами, делился двумя небольшими грядами гор на ном Ашшур и рано покорённый им ном Арбела. Ещё южнее, за рекой Малый Заб, в районах предгорий находился ном Гасур (совр. Йорган-Тепе; впоследствии царство Аррапхэ, совр. Киркук). Тигр делит горы Хамрин на гряды Джебель-Макхуль и Джебель-Хамрин, образуя своеобразные «ворота Ассирии», видимо, здесь, возле четвёртой переправы, находились города Экаллатум и Сугагу (район совр. Байджи). Ниже по течению Тигра, за грядой Джебель-Хамрин, существовал наиболее древний земледельческий регион Месопотамии, орошаемый его левыми притоками (Дияла, Адейм и др.) и отводимыми от них каналами, пятая переправа здесь контролировалась номом Эшнунна. Во всех случаях правый берег Тигра до сближения с Евфратом вдали от русла был безжизненным и безводным краем (водохранилища Тартар, одноимённых питающей реки и каналов водосброса в Евфрат и обратно в Тигр в древности не существовало), где путь на север (в обход Джебель-Макхуль) обязательно выходил снова к Ашшуру для постоя (как и путь вдоль левого берега или непосредственно по реке) и пополнения запасов питьевой воды. Но в целом пути на западе к первым трём переправам шли из бассейна реки Хабур и её устья в Евфрате, а также от перевалов через Тавр, а не из Нижней Месопотамии. Здесь же, между Хабуром и Тигром, южнее склонов гряды Джебель-Синджар, существовал единственный островок сельхозугодий с транзитным городом Каттара (совр. Телль эр-Римах). На восток от Арбелы дорога вела к северным перевалам через Загрос, в доисторические Иран и Афганистан, к важнейшим источникам сырья и регионам животноводства в древности, а от Гасура — к южным. Гасур имел также связи с Эшнунной, Дером (рядом с совр. Бадрой) и далее с древним Эламом, а через переправы на Малом Забе с Ашшуром (одна у древней Турши, совр. Телль-Махуз, посередине от совр. Алтынкёпрю до устья реки; другая у Надмани, совр. Телль-Али, посередине от Турши до устья) и с Арбелой (у Кабре, совр. Алтынкёпрю). Постепенно Ашшурское государство, расположенное на главном перекрёстке этих путей, поглотило другие перевалочные пункты Верхней Месопотамии и превратилось в значительную державу древности — Ассирию.

### Города, столицы и оседлое население

#### Ниневия, Ашшур и Арбела. Истоки коренного населения
Наиболее древним городом Ассирии была Ниневия, которая возникла ещё в доисторическое время как небольшое поселение различных неолитических культур, ближе к историческому периоду находилась в области Субарту, которая по существу предшествовала Ассирии. Неизвестно, можно ли ставить знак равенства между субареями 3-го тысячелетия до н. э. и хурритами 2-го тысячелетия до н. э., как это делали авторы древних месопотамских текстов. Возможно, шумерский термин просто перекочевал в аккадский как обозначение жителей предгорий Тавра и Загроса, а также третьего (не восточносемитского и не шумерского) оседлого населения Месопотамии. Очевидно лишь, что если субареи и существовали, то исчезли, растворившись в шумерах и аккадцах, но главным образом в хурритах. Им же, субареям и хурритам, видимо, следует приписать основание некоторых других поселений севернее Малого Заба. Относительно Ашшура предмет спорный, в эти области издавна (с 4-го тыс. до н. э.) могли проникать шумеры, ими были основаны отдалённые от Шумера колонии Гасур, Дер (на границе с Ираном) и Мари (на среднем Евфрате). Шумерский этнический элемент в середине 3-го тысячелетия до н. э. стал сменяться аккадским, особенно в Среднем Междуречье, и соответственно к северу от него. Название Ашшура — семитское (по-аккадски священный), поэтому как город он наверняка состоялся уже во второй половине 3-го тысячелетия до н. э., будучи в основном аккадским. В Ниневии с древнейших времён находился храм аккадской богини Иштар, первоначально он мог принадлежать местной (хурритской) богине, и лишь благодаря реставрационной деятельности (город неоднократно разрушался землетрясениями) царя Аккада Маништушу стал посвящён Иштар Ниневийской. Название Ниневии — местное (субарейское, хурритское или даже прототигридское), и до среднеассирийской эпохи город был в основном хурритским, в конце же новоассирийской эпохи стал столицей Ассирии; как и Ашшур был разрушен при её гибели; в современности город Мосул, перекинувшийся и на левый берег Тигра, поглотил руины Ниневии в своей черте. Существовали аналогичные храмы Иштар Ашшурской и Иштар Арбельской. Судьбы Ашшура и Арбелы были тесно связаны, возникнув как шумеро-аккадские торговые форпосты (не исключено, что поселениям исторических культур в обоих случаях предшествовали энеолитические бесписьменные) оба стали аккадским городами (название Арбелы также семитское), вместе подчинялись державам 3-го тысячелетия до н. э., вместе разрушались гутиями; роднили их и близость территорий, природные условия и общая дорога с востока на запад. Открытая набегам с гор Арбела никогда не играла большой политической роли в древности, союз же с Ашшуром сулил большие выгоды, и ещё в староассирийскую эпоху она подчинилась ему, прочно войдя в состав Староашшурского государства. Доли их разошлись после гибели империи, Арбела не забрасывалась, была хорошо известна в нашей эре, и теперь — самый древний непрерывно заселённый город на севере Ирака, ставший в итоге столицей мятежного Иракского Курдистана, который претендует и на другие территории коренной Ассирии (теперь её населяют курды, современные ассирийцы, иракские арабы и иракские туркмены).

#### Прочие города. Народы Ассирии
Западные семиты были известны ещё шумерам (марту). Амореи-кочевники, проникшие в Междуречье на рубеже 3-го и 2-го тысячелетий до н. э., одно время играли роль государствообразующего народа, подчинив города. В каждом таком городе их вожди принимали царские титулы, однако наиболее сильные царства скорее напоминали державы прошлого тысячелетия, со множеством подчинённых городов, за тем исключением, что держались лишь на военной силе племён. Оседая, племена ослаблялись и ассимилировались с аккадцами, также впитывая и прочее население, на севере становились древними ассирийцами, а на юге — вавилонянами. Верхнемесопотамская держава амореев поглотила «Староассирийское» государство, и в историографии их иногда считают тождественными, столицами её были города Экаллатум и Шубат-Эллиль (совр. Телль-Лейлан). Первый из них пока не обнаружен, но если догадки верны, и он стоял на Тигре в 40—60 км ниже Ашшура, то играл ту же роль — контролировал важнейший перекрёсток путей с Евфрата и по Тигру, но не был так защищён, в результате ослаб в бесконечных пограничных спорах 2-го тысячелетия до н. э. и вовсе исчез в 1-м тысячелетии до н. э. Второй найден далеко на севере, будучи специально обустроенной столицей, ничем не выделялся и был заброшен с падением власти амореев. Выстраиваемые заново столицы, уже в Ассирийском царстве, появляются и позднее. Кальху и Кар-Тукульти-Нинурта (на левом берегу Тигра в нескольких км выше Ашшура) в среднеассирийскую эпоху. Снова Кальху и Дур-Шаррукин (совр. Хорсабад), а также полностью перестроенная Ниневия в новоассирийскую. Руины дворцов и храмов, крепостных стен и ворот, правильная планировка, великолепные рельефы и скульптуры, это то, что осталось от них. Сохранность их не одинакова, Кар-Тукульти-Нинурта разобрали до фундаментов ещё в древности, некоторые укрепления Кальху тоже необдуманно разобрали сами ассирийцы, многое разрушила последняя война Ассирии. Что не вывезла «полуварварская» европейская археология XIX и начала XX веков, частично реставрировалось в независимом Ираке и позднее уничтожалось ИГИЛ. Не одинакова и их задумываемая роль, Кар-Тукульти-Нинурта (по-аккадски торговая пристань Тукульти-Нинурты [I]) — пример конфликта царской власти и ашшурской олигархии, Кальху и Ниневия — предмостные укрепления переправ на левом берегу Тигра (Ашшур на правом берегу, там где его прикрывала гряда Джебель-Макхуль с юга), Дур-Шаррукин (по-аккадски крепость Саргона [II]) — гарнизонная крепость, населённая военными колонистами. Успешнее развивались те столицы, что были чем-то более, чем лишь «царской волей», Ашшур, Кальху и Ниневия.
Распространение хурритов в Верхней Месопотамии шло тремя основными волнами. Первая (сер. 3-го тыс. до н. э.), движение носителей хуррито-урартских языков с северо-востока в сторону Тавра и за него, определяется косвенно по лингвистическим данным (глоссы в аккадском, ранние надписи из Уркеша). Насколько эта волна проникла в позднейшую Ассирию и как соотносится с Субарту пока не ясно (Уркеш был вдалеке, в верховьях Хабура, но в Ашшуре предположительно недолго правила субарейская или хурритская династия), возможно на западе (в Сирии) движение было более глубоким. Вторая волна (нач. 2-го тыс. до н. э.) создала часть оседлого населения позднейшей Киццувадны, Сирии (Алалах, Угарит) и предгорий Тавра (Шагер-Базар рядом с Уркешем, вероятно и Ниневия). Третья волна связана с появлением хурритских государств (сер. 2-го тыс. до н. э.) в периферии Верхней Месопотамии, аналогично предшествующим «аморейским» это были города-государства и рыхлые державы (неравноправные союзы номов), наиболее известно из них — Ханигальбат-Митанни, а хорошо изучено — Аррапхэ. В конце староассирийской эпохи эти два царства до крайности утеснили Ашшур. Среднеассирийское царство, уничтожив их, впервые завладело всей коренной Ассирией между Тигром и Малым Забом, где ассирийцы впоследствии отстроили новые города (Кальху, Имгур-Эллиль, Тарбицу, Шибаниба, Дур-Шаррукин и др.). Хурритское население стало исчезать, сохранившись лишь в периферии (в горных местностях — Алзи и др.; в ядрах бывших Митанни — на западе и Аррапхэ — на востоке) и не владея городами (Уркеш видимо заброшен в кампаниях Ашшур-убаллита I, разрушенную Салманасаром I столицу Митанни Вашшуканни ищут до сих пор, остальные вторично семитизировались), окончательно оно растворилось в новоассирийскую эпоху, во многом благодаря появлению соседних с Ассирией государств (Сиро-хеттские царства, Урарту, Манна и др.), но также и с новым фактором в международной (а со времён Тиглатпаласара III и внутриассирийской) обстановке — арамеями. В конце 2-го тысячелетия до н. э. эти новые западносемитские племена во множестве устремились к Евфрату из Сирийской пустыни. Как и амореи, арамеи не умели поначалу брать города и, исчерпав ресурсы их земель, превращённых в пастбища, нанимались к ним в дружины, что в итоге выводило их вождей к вершинам власти. Это коснулось почти всего Леванта c Месопотамией. Их язык вытеснил все местные, кроме островков ханаанских и лувийского на западе, да аккадского на востоке. На волне завоеваний Новоассирийское царство включило в себя многих арамеев. С политикой насильственных депортаций староарамейский проник даже на верхний Тигр (где до краха ещё сохранялось и собственно древнеассирийское население), став вначале лингва-франка, а затем и вторым официальным языком канцелярий империи, родным для простого народа и армии. Именно такое население составляло большинство в городах на верхнем Евфрате и Хабуре (Каркемиш, Тиль-Барсип, Харран, Гузана, Насибина, Дур-Катлимму, Руцапу и др.), которые несмотря на это считались ассирийскими.

## История

### Хронология
Различают три периода в истории Ассирии:
- староассирийский➤ (ашшурский период, ок. 2400—1392 до н. э.), иногда выделяют два периода:
  - раннеассирийский[англ.] (ок. 2400—2000 до н. э.) до конца господства Ура над Ашшуром;
  - староассирийский (ок. 2000—1392 до н. э.) начиная с династии Пузур-Ашшура I➤ в царстве (империи)[англ.], что неверно, Ашшур сохранялся как номовое государство, иногда граница периода сдвигается к началу правления правнука Пузур-Ашшура I, но это лишь отражает начало прочной летописной традиции в номе Ашшур, неверно и фактологическое определение Верхнемесопотамского государства[фр.] Шамши-Адада I➤ как «Староассирийской империи»;
- среднеассирийский➤ при соответствующем царстве[англ.] (1392—912 до н. э.), иногда за границу начала периода принимают около 1600—1595 до н. э., что согласуется с началом средневавилонского периода, а также с началом нового этапа в развитии диалектов аккадского языка — средневавилонского и среднеассирийского;
- новоассирийский➤ при соответствующем царстве (912—605 до н. э.), иногда в период включается правление Ашшур-дана II (935—912 до н. э.), чьи завоевания были не велики, но кризис уже миновал, а иногда в период включается и весь кризисный X век до н. э.➤

Датировка событий ассирийской истории (годы правления царей, военные походы и др.) с точностью до 1—2 лет возможна для 1-го тысячелетия до н. э. (прим. с 1073 до н. э.) благодаря надёжной привязке наблюдаемого в древности ассирийского затмения (затмение Ашшур-дана III) к 15 июня 763 до н. э. Для 2-го же тысячелетия до н. э. ошибка в абсолютных датах составляет +56
−64 лет от дат по средней хронологии, принятой в исторической литературе на русском языке и в данной статье. Для большей части 3-го тысячелетия до н. э. датировка собственно ассирийских исторических событий теряет смысл, так как они доподлинно неизвестны, но общемесопотамский контекст вполне может привязываться к средней хронологии. С XIX века до н. э. и в Ашшуре и в Вавилоне существовали свои датировочные системы, ассирийская была оригинальной и основанной на перечислении эпонимов года, а вавилонская продолжала шумеро-аккадскую и впоследствии утраченную традицию датировочных формул года. Следует учитывать, что даты по средней хронологии точны между собой, а указанная ошибка в +56
−64 лет постоянна, связана с интерпретацией астрономических вавилонских наблюдений за планетой Венера, и приводит не к разбросу значений в этом интервале, а к другим хронологиям, длинной и короткой соответственно. Последняя часто используется в ассириологических работах на иностранных языках (прежде всего на английском).

### Староассирийский период
Сначала Ашшур был центром сравнительно небольшого, номового, преимущественно торгового государства, в котором ведущую роль играли купцы. Ассирийское государство до XVI века до н. э. называлось «алум Ашшур», то есть «народ [или община] Ашшур[а]», титул царя был исключительно эпитетом бога Ашшура. Древнейшая история Ашшура (до XXI в. до н. э.) неизвестна в деталях. И во многом понятие староассирийский период является искусственным, так как в данный отрезок времени самой Ассирии ещё не существовало. История протекала локально в городе Ашшур, либо в некоторые столетия он вовсе не имел политической самостоятельности. Несмотря на это, позднейшие ассирийские источники иногда включали в царский список царей-гегемонов тех держав, что владели Ашшуром. Также в него включались как зависимые, так и самостоятельные ишшиаккумы Ашшура этого периода, которые в строгом смысле слова не были монархами. Это в целом позволяет, в целях хронологического удобства, выделить данный период как предысторию Ассирии.

#### XXV—XXIV века до н. э. Возникновение Ашшура
Ухудшение климата на Аравийском полуострове вызвало переселение оттуда восточносемитских племён к среднему течению Евфрата и далее на север и восток. Северной группой этих семитских переселенцев были предки древних ассирийцев, составлявших вместе с предками вавилонян древний народ аккадцев. Аккадцы первоначально расселились в той части Месопотамии, где Евфрат приближается к Тигру. Их прибытие в Среднее Междуречье, где они соуживались с шумерами, может быть отнесено как к концу неолита (нач. 5-го тыс. до н. э.), так и ближе к началу исторического периода (когда появляются письменные источники на шумерском языке, нач. 3-го тыс. до н. э.). Памятники досаргоновского периода зафиксировали их присутствие в XXV веке до н. э., в том числе и в качестве правителей, очевидно консолидироваться в отдельных номах (прежде шумероязычных) и основывать свои колонии они могли и ранее и позднее. Важнейший город, построенный аккадцами на среднем Тигре (вероятно на месте субарейского поселения или шумерской колонии), они назвали Ашшур, по имени своего бога Ашшура. Это могло произойти в начале XXIV века до н. э., хотя «цари» того периода названы «жившими в шатрах», и аккадизация нома Ашшур могла быть постепенной. В любом случае города, впоследствии составившие ядро Ассирийского государства (Ниневия, Ашшур, Арбела), были основаны до 2-го тысячелетия до н. э.
- Государство III династии Ура при Шульги. Около 2050 до н. э.
- Аккадское царство при Нарам-Суэне. Конец XXIII в. до н. э.
- Накануне завоеваний Шамши-Адада I. Сирийские и месопотамские царства, включая территорию независимого Ашшура при Эришуме II. Около 1810 до н. э.

#### XXIII—XXI века до н. э. Ранний Ашшур
Ашшур несомненно входил в царство Аккад (XXIII—XXII вв. до н. э.), правда имел весьма второстепенное значение внутри этого государства. После падения Аккада вероятно наступил короткий период независимости, ибо Ашшур оказался отрезан от завоёванных гутиями центров Месопотамии, хотя и был ими возможно разрушен. Затем, в XXI веке до н. э., входил в державу III династии Ура («Царство Шумера и Аккада»), сохранилась датированная этим веком надпись наместника Зарикума, «раба царя Ура». Очевидно именно Ашшур упомянут как Шашрум в датировочных формулах этой династии — «Год, когда царь Шульги уничтожил Шашрум», «Год, когда царь Амар-Суэн уничтожил Шашрум во второй раз и Шурудхум», в первый раз под 2052 до н. э. в связи с завоеванием, во второй под 2040 до н. э. из-за восстания. Около 2034 до н. э. начинается вторжение амореев через Среднее Междуречье, Шу-Суэн строит против них стену вдоль края «гипсовой» пустыни от Евфрата до Тигра, точная дата потери его контроля над Ашшуром неизвестна (один из сановников Шу-Суэна сохраняет контроль над Арбелой). Ашшур, обойдённый тогда амореями, мог освободиться уже при Ибби-Суэне. Город на некоторое время могли занять хурриты, правитель Ушпия мог относиться к этому времени (кон. XXI в. до н. э.) или к более раннему (рубеж XXII—XXI вв. до н. э.).

#### XX—XIX века до н. э. Расцвет Ашшура
Около 2000 до н. э. власть переходит к коренным ашшурцам. Именно от этого периода до нас дошла надпись ишшиаккума Илушумы, впервые дарующая привилегии аккадскому купечеству, что было немыслимо в практически «тоталитарном» Шумеро-Аккадском царстве, имевшем государственную монополию на внешнюю торговлю и кредитные операции. Илушума открывал беспошлинный ввоз-вывоз меди (и вероятно приплавов к ней — олова и свинца), за что для иностранных и ашшурских агентов вероятно предлагался такой же беспошлинный вывоз тканей, сырьё для которых Ашшур также импортировал. Торговля с соседним Гасуром подтверждается документально (оттуда, со стороны Ирана, вероятно шли шерсть и олово из давно исчерпанных к нашему времени афганских месторождений; шерсть в больших объёмах также поступала из Нижней Месопотамии, где в то время хозяйничали амореи-кочевники). Речь в надписи идёт и о восстановлении городской стены, что недвусмысленно подчёркивает самостоятельность Ашшура. XX—XIX столетия до н. э. знаменуются бурным ростом торговли и товарности производства. Используя близость своего города к важнейшим торговым путям, ашшурские и аккадские купцы в качестве государственных (тамкарум) и частных торговых агентов устремляются в различные сопредельные страны, первоначально как торговцы ашшурскими тканями, впоследствии занимаясь спекуляцией металлами (золото и серебро имели разную стоимость в свинцовом эквиваленте в зависимости от региона, свинец же имелся у торговцев в избытке), контрабандой (неучтённый за пределами Ашшура оборот тканей; железо, вывоз которого был запрещён многими государствами 2-го тыс. до н. э.) и торговым кредитом. Известий о земельных сделках нет, но совершаются сделки недвижимости в городе Ашшур, также государство выдаёт компенсации в случае реквизиции участков под строительство храмов или стен города. В Малой Азии важнейшая международная аккадо-язычная (документооборот староассирийской письменностью) торговая колония (карум) находилась в городе Каниш. Другую известную надпись оставил сын Илушумы — ишшиаккум Эришум I, в ней он также подтверждает беспошлинность торговли (уже на весь оборот рынка, а не только металлов и текстиля), однако в дополнении ко всему вводная часть повествует о городском собрании или совете, решение принимается Эришумом I не единолично. Таким образом ранний Ашшур как бы возвращается в прошлое, в 3-е тысячелетие до н. э., к общинным и коллегиальным институтам власти. Исходя из пометок в царском списке «эпонимы разрушены», говорящих о невозможности установить длительность правления «царей» до Эришума I, можно заключить, что именно он ввёл счёт лет по ежегодным эпонимам-лимму, позаимствовав эту прогрессивную практику из главной конторы карум Каниш (бит карим), с независимостью которой вынуждены были мириться и Ашшур и город-государство Каниш.

#### XVIII век до н. э. Аморейский период Ашшура
Амореи, нашествие которых покончило с III династией Ура (в XX в. до н. э. слабую долю её гегемонии осуществляла I династия Исина), в течение XIX века до н. э. постепенно захватили царские престолы в Среднем и Нижнем Междуречье (наступает основной этап старовавилонского периода). Не обошли они стороной и верховья Тигра и Евфрата — образовалось верхнеевфратское (сирийское) царство Ямхад, среднеевфратское Третье царство Мари сменило династию, а около 1807 до н. э. и Ашшур на верхнем Тигре вошёл в обширную новообразованную, но непрочную державу Шамши-Адада I. Центром этого государства стал Шубат-Эллиль, однако Шамши-Адад I принимал и титул ишшиаккума Ашшура (отреставрировал главный храм), старшего сына сделал соправителем, по-видимому в прежней столице, Экаллатуме, исходном пункте завоеваний, поставив другого сына в захваченное Мари. Не покорился Шамши-Ададу I только враждебный Ямхад, с Вавилоном же и с Эшнунной был заключён, казалось, прочный мир. На всей территории вводилась вавилонская письменность на среднеевфратском диалекте (как в Мари), староассирийская клинопись отменялась, был положен конец беспошлинной торговле. Официального запрета на негосударственную торговлю введено не было, но захваченные верхнемесопотамские торговые пути пустовали, а усилившиеся малоазиатские царства привели в окончательный упадок торговые колонии, в первую очередь в Канише, ставшего на время столицей хеттов-неситов (Неса). Местные общинные организации, по типу городского совета Ашшура, ратифицировали царские указы, их деятельность была сведена к фикции, Шамши-Адад I не решился распустить их вовсе. Реальной властью на местах, помимо сыновей царя, обладали лишь командующие военных округов. В середине XVIII века до н. э. под ударами Ямхада, Эшнунны и Вавилонии держава Шамши-Адада I распалась и Ашшур был завоёван вавилонским царём Хаммурапи, который в итоге захватил и Мари с Эшнунной. Очередное вторжение в Среднее Междуречье, на этот раз касситов, прервало связь Ашшура с Вавилоном. Около 1740—1730-х годов до н. э. внук аморейского вождя Шамши-Адада I восстановил независимость, хотя не исключено, что владел он лишь Экаллатумом, а погружённый в анархию город Ашшур он уже потерял и его независимым правителем был тогда Ашшур-дугуль. Последующие правители были слабы или по крайней мере вновь зависимы от городского совета, тем не менее Ашшур имел все шансы для нового расцвета.
- Государство Шамши-Адада I (некоторое время он владел и Катной). Начало XVIII в. до н. э.
- Митанни и его наибольшая экспансия при завоеваниях Сауссадаттара. Середина XV в. до н. э.
- После завоеваний Хаммурапи. Ямхад, Катна и Старовавилонское царство. Около 1750 до н. э.
- Древний Восток накануне ослабления Митанни. Региональные державы (в границах влияния). Рубеж XV—XIV вв. до н. э.

#### XVII—XV века до н. э. «Междуцарствие» в Ашшуре
В начале XVII века до н. э. в Ашшуре династию Шамши-Адада I и череду иных узурпаторов сменяют Адасиды, потомки Адаси, которые управляли страной почти тысячу лет (до гражданской войны 745 до н. э.). Центр государства окончательно возвращается в Ашшур из разрушенных ставок амореев в Экаллатуме и Шубат-Эллиле. Временами Ашшур вновь подчиняется Вавилону. Поход Мурсили I на Вавилон вдоль Евфрата (ок. 1595 до н. э.), падение аморейской и возвышение касситской династий в Вавилоне, оказывают мало влияния на Ашшур. События XVI века до н. э. в Месопотамии плохо документированы, однако очевидно происходит постепенное усиление как ашшурской, так и вавилонской новых династий (наступает средневавилонский период), а также появившегося ранее (XVII в. до н. э.) в верховьях реки Хабур хурритского царства Ханигальбат (впоследствии известного как Митанни). Древнехеттское же царство временно приходит в упадок после убийства Мурсили I. Около 1510 до н. э. Пузур-Ашшур III построил стены вокруг «Нового города» в Ашшуре и заключил мирный договор с вавилонским царём Бурна-Буриашем I. Но затем, в XV веке до н. э., Ашшур становится вассалом возвысившегося Митанни, династия продолжает править в качестве ставленников. Любопытно, что митаннийские послы (суккаллу) включались в состав ашшурских властей — в городской совет, занимали должность лимму, эпонима и казначея. С востока Ашшур был блокирован союзником Митанни, царством Аррапхэ, которое возникло на месте древнего захваченного хурритами Гасура (XVI в. до н. э.), переименованного в Нузи, но столицей его стал построенный недалеко город, чьё хурритское наименование (аккадский аналог-калька — Ал-илани, город богов) стало синонимом царства. Митанни владело Ниневией (первая переправа на Тигре); Аррапхэ — переправами на Малом Забе, четвёртой и периодами пятой на Тигре, а если городищу Телль эр-Римах соответствует Карана, а не Каттара, то и второй переправой с устьем Большого Заба и его долиной. Ашшур (третья переправа) был почти полностью окружён, лишён укреплений и значительных сельхозугодий, отрезан от Арбелы и Вавилона, свободный путь к нему с Евфрата мог идти только в безводных областях. Около 1415 до н. э. Ашшур-бел-нишешу восстановил разрушенные в начале века митаннийцами стены «Нового города» и возобновил пограничный договор с вавилонским царём Караиндашем I, видимо Ашшур отбил четвёртую переправу ниже гряд Хамрин. С избавлением от митаннийского господства староассирийский период завершается.

### Среднеассирийский период
В XIV веке до н. э. возникает Ассирийское царство, которое в XIII—XI веках до н. э. неоднократно подчиняло всю Северную Месопотамию и прилегающие районы. Из торгово-транзитного государства Ассирия в среднеассирийский период по примеру соседей превращается в империю (пока ещё не мировую, охватывающую самые разнообразные по уровню и типу воспроизводства страны). Целью такого политического образования в пределах верхнемесопотамских долин, степей и близлежащих горных перевалов становится контроль за международной торговлей, «паразитирование» на ней, прямой захват ценностей (угон работоспособного населения и перевербовка военнопленных практикуются пока редко). Идеологически ничего нового в обоснование такого положения цари Ассирии не предложили, истории известны и более ранние крупные региональные державы (в староассирийском периоде).

#### XIV век до н. э. Становление Среднеассирийского царства
Добившийся фактической независимости Ашшур не мог добиться признания таковой от своих некогда могущественных соседей — касситской Вавилонии и Митанни. Оба царства считали ашшурских правителей своими данниками, однако внешнеполитическая обстановка к началу XIV века до н. э. сильно изменилась, на первый план выходят Новоегипетское и вновь усилившееся Новохеттское царства. Митанни, не в силах воевать на два фронта, предпочло замирение с Египтом, но в борьбе с Хеттским царством сильно ослабло. Египет становится своеобразным арбитром в ближневосточных делах, возникает амарнская дипломатическая система, к нему и апеллируют властители Ашшура, посылая богатые дары и заверения в дружбе. В этой переписке, а также поначалу в частных (очевидно не предназначенных для глаз городского совета) документах, они впервые именуют себя царями. В официальных же монументальных надписях Ашшур-надин-аххе II (1402—1392 до н. э.), Эриба-Адад I (1392—1366 до н. э.), Ашшур-убаллит I (1365—1330 до н. э.) и Эллиль-нирари (1329—1320 до н. э.) такого себе не позволяли, но в их способностях не стоит сомневаться, ибо они (начиная с Эриба-Адада I) приняли самое активное участие в начавшемся дележе «митаннийского наследства», не стесняясь хеттской угрозы. Однако и правящие круги Ашшура были заинтересованны в усилении своего государства — очевидно первоначально для увеличения объёмов рынка сбыта, неэквивалентной торговли и пошлин с оборота. Поэтому не сильно сопротивлялись зарождающейся царской власти — Эриба-Адад I принимал титул «поставленный Эллилем», Ашшур-убаллит I использовал царский титул уже в официальной переписке и на печатях, вёл наиболее широкую внешнюю политику, ставил своих протеже на престол не только в Митанни, но и в Вавилонии. Такое положение стало возможно при самоустранении фараона Эхнатона от дел в Митанни и в сирийских владениях (последнее сильно раздражало Вавилонию, анархия мешала торговле, и она возобновилась уже при посредничестве Эллиль-нирари), а также со временным совпадением интересов Ашшур-убаллита I и могущественного царя хеттов Суппилулиумы I. Вместе они делали вид, что помогают противоборствующим фракциям в Митанни, на самом деле прикрывая этим разгром царства. Арик-ден-или (1319—1307 до н. э.) видимо не очень удачно воевал с Вавилоном, но уже открыто именовал себя «царём сильным, царём Ассирии», совершенно забывая о «благе города» (то есть его совета).
- Древний Восток в амарнский период. Царства и их зависимые территории. Отдельные племена и страны периферии. XIV в. до н. э.
- Ассирия при Салманасаре I после окончательного разгрома Митанни. Середина XIII в. до н. э.
- Ожерелье из золота и лазурита из захоронения № 45 Ашшура (XIV—XIII вв. до н. э.). Музей Передней Азии (Берлин). Реэкспорт бадахшанского лазурита позволил Ашшуру наладить отношения с Египтом
- Древний Восток в короткой ситуации накануне катастрофы бронзового века. Микенская культура, Новоегипетское царство, Новохеттское царство (с частью Митанни), Среднеассирийское царство (захвачены Митанни, Наири, Аррапхэ и Вавилония) на пике могущества при Тукульти-Нинурте I. Около 1220 до н. э.

#### XIII век до н. э. Возвышение Среднеассирийского царства
Адад-нирари I (1307—1275 до н. э.) впервые присоединил к своим прежним олигархическим должностям-титулам (ишшиаккум, ваклум) должность лимму-казначея первого года правления и титул «царя множеств», и в совокупности с его значительными военными успехами сразу на обеих фронтах, южном («вавилонском») и западном («митаннийском»), именно его стоит назвать в качестве создателя Среднеассирийской державы. Суть успехов Ассирии видимо следует искать в том, что отныне царь являлся главнокомандующим и в мирное время (в отличие от ишшиаккума), а значит уже лично отвечал за набор войск и планирование военных кампаний, самостоятельно решая вопросы войны и мира. Доступ к казне ему открывала должность лимму, и теперь армия могла становиться полупрофессиональной (состоящей из военных колонистов на наделах царя, наёмников на содержании и ополченцев лишь по необходимости), зависимость царя от общин и их ополчения постепенно падала. Тем не менее царь не являлся верховным землевладельцем и верховным судьёй. Однако в этом и не было необходимости — общинное землепользование постепенно исчезает, и земля попадает в свободный оборот, где обогатившаяся на торговле и войне верхушка может позволить себе её приобретать, не считая присвоения захваченной у соседних царств земли; в судебной же практике цари удовлетворились кодификацией права — были составлены так называемые среднеассирийские законы (тексты XIV—XIII вв. до н. э., содержание возможно древнее). Салманасар I (1274—1245 до н. э.) решился на большой поход с целью уничтожить Митанни, уже давно вынужденного лавировать между хеттами и Ассирией (Египет, сменивший династию, затем примирившийся с хеттами, а к концу века вновь погрязший в смутах, на время вышел из большой ближневосточной политики). Вся Верхняя Месопотамия, с размерами территории, сравнимыми с державой Шамши-Адада I (XVIII в. до н. э.), оказалась под властью Ассирии. Тукульти-Нинурта I в своём длительном правлении (1244—1208 до н. э.) продолжал политику предшественников. Сумел он овладеть даже Вавилонией (ок. 1223—1215 до н. э.), западный фронт из «митаннийского» окончательно превратился в «хеттский», воевал он и на новых (со времён Салманасара I) для Ассирии направлениях — северное (Наири) и восточное (Аррапхэ). Подобно своему отцу, основавшего ставку в Кальху, он также основывает свою столицу — Кар-Тукульти-Нинурта. Этот шаг, последний к усилению царской власти, ашшурская знать простить ему не смогла, видимо Тукульти-Нинурта I «перегнул палку» в сакральном аспекте, похитив из города Ашшура статую одноимённого бога, покровителя государства (тогда ещё не царя и не войн). После его низложения, объявления безумцем и казни, Ассирия приходит в очередной в своей истории упадок.

#### XII—X века до н. э. Упадок Среднеассирийского царства
В начавшиеся со смертью Тукульти-Нинурты I династические распри удачно вмешивалась Вавилония, закончились они приходом к власти боковой ветви правящего дома, прямых потомков Эриба-Адада I. Ситуация несколько стабилизировалась в длительном правлении Ашшур-дана I (1179—1134 до н. э.). Но вскоре до Ассирии начали доходить последствия начавшихся ранее в восточно-средиземноморском регионе грандиозных по масштабам древнего мира событий — катастрофы бронзового века и переселения народов моря. Под их ударом пало Хеттское царство (ок. 1190 до н. э.), Египет хотя и отразил натиск (ок. 1208, 1181 и 1178 до н. э.), но клонился к своему очередному большому упадку и потерял все свои ближневосточные владения. Пали и почти все их вассальные царства. Казалось, что в такой ситуации Ассирия и Вавилония только выигрывают и могут сосредоточится на борьбе друг с другом, однако более выгодным оказалось положение Элама, который вовсе не пострадал от начавшихся после катастрофы вторжений мушков (один из народов моря на западе Малой Азии, предки фригийцев), касков и хурритов (горцы востока Малой Азии), арамеев (степняки-кочевники Леванта). Почти всю вторую половину XII века до н. э. заняла борьба этих трёх царств между собой, закончилась она уже после смены династии в Вавилоне (II династия Исина) полным разгромом Элама (ок. 1110 до н. э.) вавилонским царём Навуходоносором I. Элам почти на три столетия (до 821 до н. э.) исчезает из письменных источников, хотя ещё около 1133 до н. э. угрожал восточным владениям Ассирии (Аррапхэ), с Эламом она столкнётся вновь уже в следующий период своей истории. Отношения Ассирии и Вавилонии на фоне этих и последующих событий сменялись полосами союзов против арамеев, войны и мира. Выстояв в хаосе и сохранив почти всю Верхнюю Месопотамию, Ассирия при Тиглатпаласаре I (1115—1077 до н. э.) вновь, неожиданно для Ближнего Востока, приступила к завоеваниям. Отразив вторжения со стороны Малой Азии и систематически громя арамеев даже в их пустынных оазисах и традиционных пастбищах, он совершил два эпичных похода вдоль Евфрата — к Чёрному и к Средиземному морям. Дважды громил он и поднявшуюся было с колен при Навуходоносоре I Вавилонию. Громкая слава Тиглатпаласара I не забылась в Ассирии надолго, но его преемникам, вновь устроившим династические споры, не удалось удержать завоёванные территории — арамеи почти полностью заполонили сельскохозяйственную округу городов в верховьях Евфрата, от южно-арамейских халдеев пострадала и Вавилония. Ассирия оказалась отброшена на свою коренную территорию в верховьях Тигра, с конца XI по конец X веков до н. э. длился тёмный век Ассирии — от того времени почти отсутствуют документы или надписи.

### Новоассирийский период
Новоассирийский период в истории начался лишь после того, как в IX веке до н. э. Ассирия сумела оправиться от арамейского вторжения. Это период её наивысшего могущества. Новоассирийская держава считается первой мировой империей (VIII—VII вв. до н. э.) в истории человечества. Неосознанно цари Ассирии впервые пришли к объединению всех возможных способов перераспределения прибавочного продукта из собственной и завоёванных стран в пользу верхушки общества (единовременный грабёж при разгроме противника, контроль над международной торговлей, захват рабочей силы одновременно с ликвидацией господствующего класса противника). Такое объединение уже имело необратимый характер для древнего общества — вступали в силу экономические зависимости между производителями средств производства и средств потребления, появляются безопасные внутренние торговые пути в «имперском мире». Новым было и административное деление империи на единообразные единицы с тенденцией разукрупнения наместничеств, вместо вассальных и автономных стран. Автономию получают лишь города — центры культов, ремесла и посреднической торговли. Окончательно оформляются таким образом классы бесправного сельского населения, полу- и полноправного городского, а также военно-бюрократической служилой знати. Во главе такого общества встаёт царь, который, однако, ещё не мог не считаться с интересами горожан и знати.

#### IX век до н. э. Восстановление империи
Ассирии в очередной раз в своей истории повезло с географическим положением. Неоднократные вторжения (гутиев, амореев, касситов и наконец арамеев) в Месопотамию в прежние века приводили завоевателей в Среднее Междуречье, в низовья рек-близнецов и в верховья Евфрата, как правило оставляя верховья Тигра с их не лучшими климатическими условиями и с трудно орошаемыми почвами нетронутыми. Выгодно располагалась Ассирия и со стратегической точки зрения, что уже проявлялось как в среднеассирийский, так и в староассирийский периоды. Будучи усилившейся, Ассирия легко могла захватить все торговые пути пересекающие Месопотамию. К этой цели в IX веке до н. э. вновь и устремились цари продолжавшей править «среднеассирийской» династии. Вакуум силы на Древнем Востоке, приведший к образованию (XI—X вв. до н. э.) множества мелких и слабых государств, только способствовал этому.
На западе от Ассирии арамейские и Сиро-хеттские царства погрязли в междоусобицах, на севере и востоке горцы уже не представляли большой опасности, а на юге Вавилония ещё не оправилась от вторжения халдеев. Адад-нирари II (912—891 до н. э.) возобновил завоевательные походы — вначале в областях рек Большой Заб и Хабур, были усмирены горцы и открывался путь вдоль Евфрата. Затем дважды была разбита Вавилония, восстановлено господство в Аррапхэ и Среднем Междуречье. Вновь возобновились походы и на Наири, которые продолжал уже сын Адад-нирари II, Тукульти-Нинурта II (891—884 до н. э.). Среди добычи было много коней. Видимо именно тогда в Ассирии зарождаются кавалерия и почтово-разведывательная служба (колесницы к этому времени начали терять военное значение). Падение хеттской монополии на железо позволило перевооружить армию на манер народов моря современным стальным оружием, Ассирия вступает в железный век. Чрезвычайно высокую роль сыграл следующий царь Ашшур-нацир-апал II (884—858 до н. э.). Продолжая громить горцев северо-востока, он подавил и восстания на западе, а затем, после почти 200-летнего перерыва, повторил поход Тиглатпаласара I к Средиземному морю (876 до н. э.), собрав огромную по тем временам дань с городов Сирии и Финикии без боя. Совершил он и первый удачный перенос столицы из Ашшура, его выбор пал на Кальху, основанного ещё Салманасаром I (XIII в. до н. э.) в устье Большого Заба на Тигре. Взамен Ашшур (и многие другие города) получил подтверждение, данного ещё в среднеассирийский период, иммунитета от налогов и повинностей. Кальху был укреплён и серьёзно перестроен, воздвигнуты новый великолепный царский дворец и храмы богам с высоким зиккуратом. Ашшур-нацир-апал II совершил несколько военных походов, похожих более на молниеносные удары, чем на планомерные военные кампании, территории закреплялись постройкой ассирийских крепостей. В покорённые «страны» назначались верные царю правители. Мятежные же и не сдающиеся без боя народы в то время буквально уничтожали, порой весьма жестокими видами казни, ассирийцы рассчитывали, что известия о таких расправах облегчат им экспансию, внушая лишь ужас. На деле всё обстояло иначе — разоряемые народы на севере объединились в новое государство Урарту, на западе небольшие царства образовали две мощные коалиции (Северо-сирийский союз и Южно-сирийский союз). Не лучшим дело обстояло и на удерживаемых территориях, разграбленные, они не давали более дохода, и ни колонисты (их не хватало), ни наместники, ничего с этим поделать не могли. Эти наместники часто были перегружены полномочиями и при случае могли бы отлагаться от Ассирии. Посредническая торговля старалась избегать Ассирию и территорию боевых действий.
Но всё это обнаружилось не сразу, Салманасар III (858—824 до н. э.) сумел повторить походы отца к морю, но овладеть важнейшими городами так и не смог из-за противодействия сирийских союзов, несмотря на то, что собрал огромное войско численностью в 120 тысяч. Успешнее были походы в Урарту и Киликию, дипломатические усилия в Вавилонии, которая формально стала вассалом Ассирии. Огромные военные потери от непрерывных (и по сути уже бессмысленных) походов ради удержания завоеваний и престижа привели к разрухе и застою в экономике. Коренная Ассирия вылила недовольство в открытый мятеж (827—822 до н. э.), царь и его наследник Шамши-Адад V (824—811 до н. э.) контролировали только Кальху и армию. Подавление мятежа и новые победоносные походы не преодолели внутренний кризис. Отпали некоторые провинции, царь уже не имел сил выступить за Евфрат, освободилась Вавилония. Политика династии терпела крах.
- Ассирийские завоевания. Вторжения арамеев. Попытки экспансии Египта. Тирская колонизация. Рубеж X—IX вв. до н. э.
- Фрагмент стелы Салманасара III с описанием битвы при Каркаре (853 до н. э.). Британский музей (Лондон)
- Выдающийся полководец и дипломат IX века до н. э. Ашшур-нацир-апал II в сопровождении божества. Рельеф из его дворца в Кальху. Эрмитаж (Санкт-Петербург)
- Новоассирийская военная кампания. Деталь обшивки ворот Балавата, IX в. до н. э. Железо вытесняет бронзу в материал поделок. Музей Древнего Востока (Стамбул)

#### VIII век до н. э. Гражданские войны и смена династии
Начиналась эпоха внутренних неурядиц, чем воспользовалось Урарту. Подобно Митанни (XV в. до н. э.), оно постаралось окружить Ассирию полукольцом с запада на север и восток, Северо-сирийский союз попал под его влияние. Но пока, в царствование Адад-нирари III (811—784 до н. э.) и его матери-регента Шаммурамат (811—805 до н. э.), невзгоды обходили страну стороной. Согласно среднеассирийским законам мальчик выходил из под опеки овдовевшей матери в 10-летнем возрасте и сам становился её опекуном. Такая опека была возможна, если не имелось старшей родни по мужской линии (дядя наследника погиб, возглавив мятеж 827—822 до н. э.). Вероятно ко вступлению на престол Адад-нирари III было всего 4—5 лет, случай для Ассирии уникальный, равно как и институт регентства и тем более женщины. В их совместное правление ещё удавалось сдерживать Урарту на востоке — в Мидии и Манне, в одном из походов их войско вышло к «морю, где восходит солнце», не совсем ясно шла ли речь о Каспии или об Урмии, первое более убедительно. Был взят (802 до н. э.) наконец и арамейский Дамаск, центр ослабевшего Южно-сирийского союза, что не удалось в своё время Салманасару III. Разгром халдеев в Вавилонии вновь сделал эту страну вассалом Ассирии. Адад-нирари III и Шаммурамат пытались укрепить державу возвышением культа вавилонского бога Набу. Но почти все их завоевания оказались непрочными, к концу правления царя окраинные провинции постоянно восставали, Урарту укрепилось в Манне. Царство наследовали сыновья Адад-нирари III, правившие почти 40 лет, в течение которых Урарту теснило Ассирию. Второй из них столкнулся с новыми мятежами и эпидемиями внутри страны. А третий и вовсе был свергнут мятежниками — очередная гражданская война смела всемогущего военачальника сыновей Адад-нирари III Шамши-илу и выдвинула Тиглатпаласара III (745—727 до н. э.) на ассирийский престол.
Новый царь прекрасно осознал все стоящие перед страной проблемы и начал энергично их решать. Ещё ранее VIII века до н. э. завязался узел противоречий внутри верхушки общества, родовая знать к этому времени уступает место служилой, военной и административной, с другой стороны выступают торгово-жреческие городские круги. Первые ратовали за экспансию как средство обретения дохода, вторые за поддержание «имперского мира» и правильную эксплуатацию провинций. Тиглатпаласар III направил реформы именно на удовлетворение этих двух противоборствующих «партий» (которые со временем ещё не раз будут пытаться влиять на царскую власть). Необходимо было заселить опустевшие и разграбленные провинции (в том числе и в коренной Ассирии), унифицировать и расширить административный аппарат, снять воинские повинности с сельских и храмовых тружеников, подтвердить привилегии городов и храмов. Всё это можно было осуществить, только сделав армию полностью профессиональной и направив её прежде всего не на захват территорий и ценностей, а на покорение самих соседних народов, сделав их частью большого государственно-вельможного и храмовых хозяйств, земли для которых теперь имелись в избытке.
Отныне жители завоёванных стран не уничтожаются, а массово депортируются в другие, ранее захваченные, провинции, им разрешают перевозить всё движимое имущество, семьи и даже «их богов» (разумеется речь об идолах). Наместничества стран заменяются более мелкими областными администрациями, чиновниками гражданской и военной властей, зачастую из евнухов, дабы упредить создание родовой знати и династий на местах. Единовременные депортации достигают сотен тысяч человек, часть пленных зачисляется в армию для восполнения потерь. За первые 2 года царствования Тиглатпаласар III успел навести порядок в Вавилонии и на востоке, после чего приступил к решающей схватке с Урарту и Северо-сирийским союзом. В генеральном сражении на верхнем Евфрате (743 до н. э.) ассирийцы наголову разбили урартские и союзные войска, был взят Арпад, центр союза. Следовали походы снова в Сирию, Табал и Мидию. Настала очередь и самого Урарту (ок. 735 до н. э.), взять его столицу Тушпу он не смог (или не захотел), но без добычи армия конечно не ушла. Теперь и Южно-сирийский союз стал незначительной помехой, вновь был взят Дамаск (732 до н. э.), границы Ассирии почти достигли Египта. Венцом правления стала коронация Тиглатпаласара III на вавилонском престоле (под тронным именем Пулу), для Вавилонии было сделано исключение — её не разделили на области (пленных из числа халдеев всё же депортировали), уния с Ассирией сохранялась (иногда лишь формально) почти до гибели империи.
Салманасар V (726—722 до н. э.) привёл к покорности Тир, Сидон и Сиро-хеттские царства, но видимо переоценил своё могущество, отменив автономию городов Ассирии и Вавилонии. Поэтому царствовал недолго — вероятно он был убит в военном лагере, осаждавшем столицу восставшего Северного Израильского царства (иначе — Израиль, Самария, «Дом Омри»). Самарию в том же (или в следующем) году взял Саргон II (722—705 до н. э), который, в отличие от брата, понял весь замысел отца, привилегии городов и храмов были восстановлены. 10 северных израильских колен были уведены в ассирийский плен, но южное Иудейское царство тогда выстояло (скорее всего ещё действовал неравноправный союзный договор против северян, заключённый ещё Тиглатпаласаром III и Ахазом). Оставались чисто военные проблемы — новая антиассирийская коалиция в Сирии, непокорные филистимляне в союзе с Египтом, мятежный Тир, вновь активизировавшееся Урарту в союзе с мидянами, отпавшая Вавилония в союзе с Эламом, затруднения у союзников в Манне, вторжение киммерийцев. Но Саргон II был превосходным полководцем, противники выступали не единым фронтом, и он разбил их по очереди, одного за другим. Особенно досталось Урарту, ассирийцами был захвачен Муцацир и казна царства. После торжественной коронации в Вавилоне и династического брака наследника Саргон II вернулся в новую отстроенную столицу — Дур-Шаррукин.

#### VII век до н. э. Пик могущества и гибель Ассирии
Ассирийские цари сохранили традицию заблаговременного назначения наследника, что уже много веков, как правило, избавляло страну от вакуума власти. Но не только воля действующего царя играла роль, но и «божественная», воля оракулов, а значит и мнения наиболее влиятельной группировки знати. Синаххериб (705—681 до н. э.) если и не выдвигался военными, то как минимум их поддерживал, а с горожанами и жречеством не ладил. Он пренебрёг вавилонской короной, что вызвало серию восстаний в этой стране (704—702, 700 до н. э.). На западе очередная антиассирийская коалиция включила почти все важнейшие города и царства. Подчас с неимоверной жестокостью в духе IX века до н. э., Синаххериб подавил эти восстания (702—700 до н. э.), заодно расширив империю на востоке (702, 700 до н. э.). Лишь Иудея сохранила призрачную независимость из-за неудачной осады Иерусалима (701 до н. э.). Граница Ассирии вновь достигла Египта, чьи войска бежали, бросив союзников, но был заключён мир (700 до н. э.). Причиной был мятеж Вавилона, за которым в очередной раз стоял халдейский вождь Мардук-апла-иддин II. Его уже свергали и Саргон II и сам Синаххериб, но если гибкая политика Саргона II имела успех, то с Синаххерибом вавилоняне предпочитали присоединяться к его врагу. Поздно поняв это он наконец сменил на вавилонском престоле марионеточного Бел-ибни (702—700 до н. э.) на своего сына и наследника Ашшур-надин-шуми (700—694 до н. э.). Против бежавшего же в Приморье и в Элам халдейского вождя снарядил морскую экспедицию через Персидский залив (694 до н. э.). Эламиты в ответ напали на Вавилон (694 до н. э.), Ашшур-надин-шуми умер в плену, эламиты назначили своего ставленника. Попытки отомстить Эламу имели незначительный успех (693 до н. э.) и закончились грандиозным сражением (691 до н. э.) около устья Диялы с коалицией эламитов, вавилонян, арамеев, халдеев и даже персов. Тактическая победа Ассирии была одновременно и стратегическим поражением (из-за огромных потерь), это следует из того, что ассирийские и вавилонские источники сильно расходятся в оценке итогов сражения. Возможно в течение 2-летней передышки от боевых действий, по примеру предшественников, Синаххериб перенёс столицу в древнюю Ниневию, город был перестроен и украшен. Пользуясь заминкой Элама, Синаххериб выступил против Вавилона (689 до н. э.). На сей раз город был разграблен, разрушен и «проклят» (затоплен водами Евфрата), жители частью перебиты, частью проданы в рабство, а статуя Мардука, дабы не возобновилось царство, похищена. Походы в Табал (689—685 до н. э.) вызвали лишь отпад этой страны от Ассирии, Урарту отвоевало Муцацир. Теперь и «партия» мира выступила с открытым недовольством, Синаххериб уступил ей и назначил наследником Асархаддона, нелюбимого сына от жены-вавилонянки, креатуры Саргона II, падение же Вавилона в стиле примирения со жречеством объяснялось «гневом богов, решивших его покинуть». Такие метания вызвали недовольство старших сыновей царя, Синаххериб был ими убит. Ассирийские и библейские источники единодушны — это «кара богов» (двойное кощунство, отцеубийство в храме, но тон источников оправдательный, не исключено, что и наследник причастен к нему).
Асархаддону (681—669 до н. э.) пришлось выступить в поход на Ниневию из западных областей, где он прибывал в опале. Братья бежали в горы, возможно в пределы Урарту, и получив оттуда военную помощь, пытались укрепиться в малоазиатских провинциях Ассирии. Но были разбиты Асархаддоном (680 до н. э.), следом — киммерийцы (679 до н. э.), что хоть и не привело малоазиатские области к покорности, но часть конников пошла на службу Ассирии. Ассархаддон, поддерживаемый матерью и жрецами, намеревался восстановить Вавилон. Его уцелевших жителей выкупали из рабства, начались походы против халдеев и Приморья (679—678 до н. э.), восстанавливался храм Мардука «Эсагила» (был заложен зиккурат «Этеменанки», «Вавилонская башня» позднейших легенд). Возвращалась статуя Мардука — история повторялась, но если одному из наследников Тукульти-Нинурты I пришлось это сделать под давлением извне (XII в. до н. э.), то Асархаддон шёл на это добровольно в рамках политики примирения, в которой он продвинулся дальше предшественников — привилегии городов и храмов были не только подтверждены, но и расширены, после многовекового перерыва началась реконструкция храма бога Ашшура. Удалось достичь компромисса и с халдеями, за которыми закрепили Приморье. Царей же Мелида и разрушенного Сидона пришлось показательно казнить (677 до н. э.). Ближний Восток от Тира до Иудеи присягнул Ассирии. Арабы были замирены позже (676 до н. э.). Переворот в Эламе (675 до н. э.) даровал долгожданный мир (674 до н. э.). Видимо постаралась не только дипломатия Асархаддона, но и его военная разведка (к примеру Урарту ранее было наводнено её агентами, их донесения найдены в Дур-Шаррукине). Поход 674 до н. э. не усмирил мидян, но были разбиты маннейцы и впервые встреченные ассирийцами скифы. Появившиеся из прикаспийских степей вслед за киммерийцами скифы ещё сыграют важнейшую роль в событиях VII века до н. э., но пока лишь Ассирия была реальной силой на Древнем Востоке. Её победы встречали подчас самое сильное сопротивление, что очень беспокоило Асархаддона, обнаружена его личная переписка с оракулами, которая не вяжется с образом могучего правителя из его официальной летописи (анналов). Не удались походы в Египет (674 до н. э.) и на восток (673 до н. э.), где к мидянам примкнули маннейцы и скифы. Мидия освободилась (672 до н. э.), из племенного союза в ней зарождалось сильное царство. Впервые за почти 70 лет было неспокойно и в коренной Ассирии, волновались низы, угнанные в плен чужеземцы. Беглецы от повинностей скрывались в труднодоступном царстве Шубрия (единственном независимом, остальные хурритские поглотили Урарту и Ассирия). Истории прежних держав (Новохеттской, Новоегипетской, Митаннийской, Средневавилонской) были известны шайки таких же беглецов (хапиру), которые, действуя на стыке этих царств (в Амурру), со временем становились серьёзной проблемой. Чтобы покончить с ними в зародыше и восстановить авторитет Ассирии, Асархаддон задумал поход против Шубрии, эта цель была более реальной, чем реванш на востоке. Шубрия принимала беженцев и из Урарту, чей царь Руса II готовился (с 675 до н. э.) к войне в Малой Азии. Нейтралитет был выгоден обеим сторонам, Асархаддон после удачного похода (673 до н. э.) даже выдал Русе II его беглых подданных. Скифы перешли на сторону Ассирии (672 до н. э.). Был наконец завоёван Египет (671 до н. э.), но восстал сразу по возвращении царя в Ассирию (670 до н. э.), Асархаддон умер в карательном походе (669 до н. э.), войну с Египтом продолжал уже его наследник.
Асархаддон, в отличие от Синаххериба, был любящим отцом, сыновья Ашшурбанапал и Шамаш-шум-укин были назначены наследниками ассирийского и вавилонского престолов соответственно. Одногодки (близнецы, но скорее всего от разных жён), они не имели преимуществ старшинства, их старший брат умер. Ашшурбанапал (669—627 до н. э.) возможно не готовил себя к роли правителя и собирался стать верховным жрецом одного из божеств, посему был весьма образован, личного участия в походах он не принимал, значит имел хорошие отношения и с военными. В своём характере он умело сочетал черты отца и деда, поэтому устраивал многих в Ассирии. Найденные запросы к оракулам выдают в нём набожного фаталиста, каким был Асархаддон, а красочные, вполне вероятно составленные лично, анналы — жестокого Синаххериба. После года колебаний он выполнил волю отца и помог брату укрепиться в Вавилоне (668—648 до н. э.). К египетскому восстанию примкнули Палестина и Финикия, однако были разгромлены (667 до н. э.) и выступили в союзе против Египта, который был вновь покорён (667 до н. э.). Египет при XXV династии был конгломератом княжеств Дельты, Мемфиса, Фив и Куша; кушитским фараонам не удалось консолидировать их, вовлекая во ближневосточные авантюры. Ассирийцы поддержали эту раздробленность, привлекая некоторых ливийских вождей к наместничеству, но страна, где столь важна ирригация, экономически тяготела к единой власти, поэтому ни выступления кушитов (666—663 до н. э.), ни ассирийские гарнизоны, не смогли бы в итоге противостоять новому восстанию (655 до н. э.), теперь уже тех самых наместников. Кроме войны в наследство Ашшурбанапал получил мир с Урарту и Эламом, которым эламиты уже тяготились и разжигали недовольство в Вавилонии и Приморье. Шамаш-шум-укин тогда не примкнул к ним, верными Ассирии остались все важнейшие города, восставшие не смогли их взять и были разбиты при отступлении в Элам (663 до н. э.). Лидеры восстания и эламский царь Уртаки возможно были устранены военной разведкой Ашшурбанапала, но последовал антиассирийский переворот в Эламе. Распри были на руку расчётливому Ашшурбанапалу, родственники Уртаки бежали к нему (663 до н. э.), Те-Умман же был разбит (653 до н. э., эта задержка не позволила вернуть Египет), Элам был разделён и отдан проассирийским царевичам. Ранее был подавлен мятеж Тира и Арвада (662 до н. э.) и достигнут реванш на востоке, Манна снова стала вассальной (660 до н. э.), скифы получили в ней гегемонию. Вмешались (в 660-е до н. э.) ассирийцы и в войну против Фригии (а затем Лидии), которую начало Урарту. Руса II отступил, его союзники, киммерийцы, уничтожив Фригию, стали неуправляемы и угрожали Лидии (ранее зависимой от Фригии). В результате Лидия, Табал и Киликия признали зависимость от Ассирии (ок. 665—662 до н. э.) и получили помощь против киммерийцев. К 652 до н. э. на окраинах империи созрела новая антиассирийская коалиция. На сей раз её инициировал Шамаш-шум-укин, не совсем ясно что двигало им, честолюбие (официальные надписи и переписка 660—650-х до н. э., напротив, рисуют образ идеального союза братьев и их мирный труд) или обида (Вавилония была урезана до древней области Аккад), возможно дух мятежа проникал в Вавилон извне и номинальный его царь решил рискнуть, ведь ставкой по сути был не трон, а незадавшаяся жизнь. Но единственный шанс мятежников, генеральное сражение, был упущен, равно как и привлечение Урарту (столь широкий фронт не был замкнут). Союзники на западе (Египет, Иудея и др.) были нейтрализованы ассирийскими гарнизонами и верными вассалами (Моав и др., 652—650 до н. э.), Лидия — киммерийцами (по просьбе Ассирии, ок. 652 до н. э.), Мидия — скифами (ок. 653—652 до н. э.). Вавилоняне и арабы были разбиты и осаждены в столице (651 до н. э.), а один из эламских царей опоздал к битве и был разбит на подходе к Вавилону. Остальные эламиты, вавилоняне, халдеи и арамеи выжидали, в результате — распались; города Ниппур, Ур, Сиппар, Борсиппа и Куту переходили из рук в руки, только Вавилон и верный Ассирии Урук стойко держались в осадах. Оставшись в одиночестве, Вавилон пал (648 до н. э.), Шамаш-шум-укин покончил с собой. Несмотря на зверства ассирийской армии, Ашшурбанапал почтил память брата, пощадил выживших (кроме лидеров восстания), формально сохранил Вавилонское царство, назначив марионетку Кандалану (648—627 до н. э.), но полностью ликвидировал автономию и иммунитет от налогов. После нескончаемых переворотов и вторжений Ассирии (650—639 до н. э.) был уничтожен Элам.
Около 640 до н. э. мир был повсеместно восстановлен. Война же принесла не только добычу, но и как это бывало ранее (IX—VIII вв. до н. э.), большое горе потерь и застой периферии. С киммерийцами расправились скифы (после 652 до н. э.), перейдя в Малую Азию через Урарту, что вкупе с упадком в 640-е до н. э., делало эту страну номинальным вассалом Ассирии (начиная с Сардури III, ок. 643 до н. э). Изъявили покорность (ок. 641 до н. э) и персы с разбитыми (644 до н. э.) арабами. Скифы, уничтожив таких же грабителей, не смогли в итоге закрепиться на Ближнем Востоке, их губило время, как и предшественников (Большой Кавказ они перевалили без женщин, а добыча разрушала стойкий коллектив конников). Лидия восстановилась с уходом из Малой Азии скифов, которые отправились грабить ближневосточное побережье (640—630-е до н. э.). Можно только догадываться, что пользуясь статусом царских зятьёв, вожди скифов Партатуа и его сын Мадий чувствовали себя вольготно в Ассирии и даже самостоятельно накладывали дань в окраинах, угрожая независимому Египту. Но их уход из первоначальной базы в Иране сделал независимой и Мидию, вернувшись в которую ради союза (620-е до н. э. или позже), Мадий (возможно он уже видел себя царём Ассирии) был убит — новый энергичный царь мидян Киаксар не нуждался на тот момент в помощи. Точные даты этих и многих последующих событий неизвестны, равно как и сведения о последних годах Ашшурбанапала (его анналы заканчиваются в 636 до н. э.), дата его смерти (видимо не позже 627 до н. э.) и завещание. Был ли он отстранён от власти или отказался от неё сам в 630-х до н. э., вряд ли бы добровольно покинул Ниневию, где собрал уникальную библиотеку, одно из немногих личных увлечений, а может, судя по подробным каталогам, и истинное дело всей жизни. Но преклонный возраст брал своё, и конечной ставкой царя под давлением сыновей мог стать древний Ашшур или более западный и пока спокойный Харран, а если верно тождество между ним и Кандалану (тронное имя) — Вавилон. Ассирия без крепкой царской власти вступала в полосу гражданских войн. На рубеже 630—620-х до н. э. страна оказалась разделена на 3—4 области, в двух из них правили сыновья Ашшурбанапала, Ашшур-этель-илани (в Ниневии) и Син-шар-ишкун (в Уруке), в Ашшуре последовательно правили Ашшурбанапал (?), мятежники и затем полководец Син-шум-лишир, в Вавилоне держался Кандалану (ситуация напоминала Элам в 653—639 до н. э.). Но не исключено, что правили они не параллельно, а последовательно, оспаривая верховную власть. Боевые действия на севере видимо начались со смертью Ашшурбанапала (нач. 620-х до н. э.), а на юге между Кандалану и Син-шар-ишкуном раньше (кон. 630-х до н. э.). В одну войну они слились в связи с восстанием халдея Набопалассара (627 до н. э.), который сумел разбить (626—623 до н. э.) различные ассирийские армии в Вавилонии и короноваться в ней (626 до н. э.), возникло Нововавилонское царство. Из ассирийских царей около 623 до н. э. остался лишь отступивший (626 до н. э.) из Приморья Син-шар-ишкун (брат умер или был смещён им, другой «царь» погиб в бою), который контролировал коренную Ассирию, верхний Евфрат, Урук и Ниппур в Вавилонии. Гражданская война стала внешней, к которой подключилась наконец и сильная Мидия. На рубеже 620—610-х до н. э. ещё удавалось сдерживать Вавилонию (Урук пал в 616, Ниппур в 615 до н. э.) и Мидию (вероятно с помощью скифов), но их союз против Ассирии был неизбежен. Привлечение слабых вассалов Урарту и Манны, а также крайне не заинтересованных на тот момент в падении Ассирии Египта и скифов, положение спасти не могло. В 614 до н. э. пал Ашшур, Набопалассар и Киаксар скрепили союз династическим браком. А в 612 до н. э. пала и Ниневия, Син-шар-ишкун погиб. Мидия занялась покорением Манны, Урарту и остатков скифов, дойдя до пределов Лидии. А вавилонское войско двинулось на запад добивать остатки ассирийской армии, которые в Харране провозгласили нового царя Ашшур-убаллита II (612—605 до н. э.). Он не удержал Харран (610 до н. э.) под натиском вавилонян и подоспевших мидян, а союзный египетский авангард не смог отбить его (609 до н. э.). В генеральном сражении под Каркемишем фараон Нехо II, неожиданно задержанный иудеями, и «царь» Ашшур-убаллит II потерпели сокрушительное поражение (605 до н. э.). Ассирия погибла, почти все её владения отошли Вавилону.

### Последующая история
Из древних ассирийцев погибли горожане, носители ассирийского диалекта аккадского языка. Сельские же жители, ещё быть может, за столетие до конца империи, в силу различных причин, стали арамееязычными, особенно на верхнем Евфрате, и большей частью пережили невзгоды войн. По одной из версий малый народ современных ассирийцев — их потомки. Этот народ до сих пор населяет стык Ирана, Ирака, Турции и Сирии наряду с курдами, в которых также можно видеть потомков жителей древних империй, но главным образом мидян. Современные ассирийцы сохранили топоним Ассирия — Асур — Атур в своём самоназвании, их литературный язык часто называют ассирийским (несёт частичный наддиалектный характер среди новоарамейских языков), а его древнюю и средневековую разновидность — сирийским (сохраняется в христианском богослужении). Топоним также сохранился до нашего времени в названии государства Сирия, а в античное время использовался римлянами для административных нужд (провинции Ассирия, Сирия Палестинская и просто Сирия, северная часть которой позже и ранее при диадохах называлась Келесирия). Носители вавилонского диалекта аккадского языка к нововавилонскому времени тоже остались лишь в городах, сохранив его до античности, но основная масса вавилонян давно слилась с пришлыми арамееязычными халдеями и впоследствии также влилась в современный ассирийский народ, чьё второе название, халдеи, использовалось в Средневековье и теперь отождествляется с католиками-униатами Ирака.
Наследники Ассирии — Нововавилонская и Мидийская державы не просуществовали и одного века (по иронии судьбы, в самом конце Вавилон возглавили арамеи из Харрана с «ассирийским прошлым»). И вместе с Лидией и Позднеегипетским царством были поглощены Древнеперсидской империей. В этом и заключалась та зависимость древнего общества от подобных объединений, тормозивших прогресс в целом, но крайне важных для нормальной кооперации при древнем воспроизводстве, ведь соблазн контролировать его (расширенное воспроизводство) пересиливал любые сложности. Ассирия показала пример, которому следовали и далее. Мировые империи сменяли одна другую до Средневековья. Различались они лишь степенью терпимости в обществе и видами автономий внутри, без которых теряли устойчивость. Наиболее сбалансированной и долгоживущей из них оказалась Римская империя, с падением которой (на западе) завершается эпоха древности в мировой истории.

## Государственное устройство и правители
Правитель Ашшура носил титул ишшиаккум (аккадизация шумерского слова энси). Его власть была практически наследственной, но не полной. Он ведал почти исключительно делами религиозного культа и связанным с ним строительством. Ишшиаккум был также верховным жрецом (шангу) и военным вождём. Обычно он же занимал и должность укуллу, то есть, видимо, верховного землеустроителя и главы совета старейшин. Этот совет, называемый «домом города», пользовался в Ашшуре значительным влиянием, в его ведении было решение важнейших государственных дел. Члены совета именовали себя «лимму». Каждый из них поочерёдно выполнял в течение года функции управления (под контролем всего совета) и, видимо, возглавлял казначейство. По имени очередного лимму получал своё наименование год. (Поэтому лимму обозначают часто в современной науке греческим термином эпоним). Но постепенно состав совета всё больше замещался людьми, близкими к правителю. С усилением власти правителя значение органов общинного самоуправления падало. Хотя порядок выдвижения лимму сохранился и впоследствии, когда ишшиаккум превратился в настоящего монарха.

### Династии
В начале царского списка имеются неточные и наверняка неверные сведения. Первые «цари» являлись: либо племенными вождями ассирийцев и амореев, либо архаичными градоначальниками. В условиях 3-го тысячелетия до н. э., в эпоху военной демократии и общинного строя, иного быть не могло. Делались попытки синхронизировать правление отдельных названных поимённо правителей с царями и визирями Эблы и Аккада, но отсутствуют синхронные источники в самом Ашшуре. Первая условная династия правителей существовала до Ушпии. От его правления также не сохранилось источников, но последующие цари единодушно приписывают ему строительство главного храма бога Ашшура, единодушны и современные источники называющие его субарейцем или хурритом. Вероятность правления Ушпии и основания им новой династии весьма высока, она правила либо до III династии Ура, либо сразу после неё. Условную же «староассирийскую» династию основал Пузур-Ашшур I, от неё уже дошли собственные надписи. Она была свергнута амореями, чьи цари, начиная с предков Шамши-Адада I, ревностно включались в царский список, хотя их ставки в самом Ашшуре не было, здесь важно то, что период «аморейской» династии — первый имперский в истории Ассирии (когда она не была периферией империй), престиж здесь перевесил истину. В это время постепенно зарождается вавилонская традиция давать имена царям в виде магической формулы (заклинания, короткой молитвы, клятвы) на аккадском языке, она обязательно включала имя одного из божеств, до этого имена были как правило односложными и представляли прозвища. Чрезвычайно долго правили Адасиды (с конца староассирийского, весь среднеассирийский, в начале новоассирийского периодов), которые и создали собственно царство. Различные источники склонны завершать её либо первым сыном Тиглатпаласара III в 722 до н. э., либо предшественником этого царя в 745 до н. э. Первое основывается на тех соображениях, что Тиглатпаласар III не назван ассирийскими источниками узурпатором и не перенёс столицу из Кальху. В то время как Саргон II своим именем «царь — истинен», переносом столицы в Дур-Шаррукин (не связанный с прошлым новый город), а также умалчиванием слов об отце, даёт повод усомниться в законности своего наследования, в этом случае новую династию иногда называют Саргонидами. Однако и Тиглатпаласар III умалчивает о предках, в Кальху он воздвиг новый дворец, а переносы столиц цари в целом проводили по политическим, а не династическим причинам (столицу менял и сын Саргона II), формально же Саргон II действительно не был назначен наследником, но будучи царским сыном и братом, он имел бы право на трон, а имя Саргон ранее носил и вполне законный правитель. В любом случае оба этих царя были выдающимися правителями и достойны назваться основателями «новоассирийской» династии, в факте смены которой сомневаться не приходится. Как и в иных древних империях (до времён античности и диадохов), династии в самой Ассирии древними источниками не выделялись, цари считали себя потомками всех правивших до них правителей.

## Военное дело
Во время правления Тиглатпаласара III (745—727 гг. до н. э.) было реорганизовано ассирийское войско, ранее состоявшее из воинов, имевших земельные наделы. С этих пор основа армии состояла из обедневших земледельцев, вооружённых за счёт государства. Так возникло постоянное войско, носившее название «царский отряд», в который включались и пленные воины. Также имелся особый отряд воинов, охранявший царя. Численность постоянного войска так возросла, что некоторые походы Тиглатпаласар III осуществил, не прибегая к племенным ополчениям.
В ассирийском войске было введено единообразное вооружение. Солдаты применяли луки с металлическими наконечниками на стрелах, пращи, короткое копьё с бронзовым наконечником, мечи, кинжалы, железные палицы. Усовершенствовано было и защитное вооружение: шлем имел подвеску, прикрывавшую затылок и боковые части головы; воины, ведущие осадные работы, были одеты в сплошные длинные панцири, сделанные из волокна, обшитого продолговатыми бронзовыми пластинками. Щиты ассирийских воинов были разнообразны как по форме и материалу, так и по назначению — от лёгких круглых и четырёхугольных до высоких прямоугольных с навесом, защищавшим воина сверху. Воин имел при себе бронзовую кирку на длинной деревянной рукоятке, которая применялась при прокладке дорог, устройстве оборонительных сооружений, разрушении завоёванных крепостей, обычно уничтожавшихся до основания, а также железный топор. Запасы оружия и снаряжения хранились в царских арсеналах.
Основным войском считался кисир. Кисир делился на пятидесятки, которые подразделялись на десятки. Несколько кисир составляли эмуку (силу).
Ассирийская пехота делилась на тяжёлую и лёгкую. Тяжёлая пехота была вооружена копьями, мечами и имела защитное вооружение — панцири, шлемы и большие щиты. Лёгкая пехота состояла из лучников и пращников. Боевую единицу обычно составляли два воина: лучник и щитоносец.
Наряду с этим имелись и боевые единицы, состоявшие только из тяжеловооружённых воинов. Ассирийская пехота действовала в сомкнутом строю лучников, ведущих бой под прикрытием тяжёлых пехотинцев со щитами. Пехотинцы метали в неприятеля стрелы, дротики и камни.
Важную часть ассирийского войска составляли боевые колесницы, которые начали использовать около 1100 года до н. э. В них были запряжены две-четыре лошади, а к кузову прикреплялся колчан со стрелами. Экипаж её состоял из двух воинов — лучника и возницы, вооружённого копьём и щитом. Иногда экипаж усиливался двумя щитоносцами, которые прикрывали лучника и возницу. Боевые колесницы применялись на ровной местности и были надёжным средством для действий против нерегулярных войск.
Кроме того, в ассирийском войске появились зачатки совершенно новых родов войск — конницы и «инженерных» войск. Всадники в большом количестве впервые появились в ассирийском войске в IX веке до н. э. Вначале всадник сидел на неоседланной лошади, а затем было изобретено высокое седло без стремян. Всадники вели бой парами: один был вооружён луком, другой копьём и щитом. На вооружении всадников иногда имелись мечи и булавы. Однако конница ассирийцев была ещё нерегулярной и не вытесняла боевые колесницы.
Наследник престола при жизни отца традиционно возглавлял военную разведку, как наиболее ответственное ведомство.
Для выполнения различного рода землекопных, дорожных, мостовых и других работ ассирийское войско имело особые отряды, положившие начало развитию инженерных войск. На вооружении войска были тараны и катапульты для разрушения крепостных стен, осадные башни и штурмовые лестницы, а также переправочные средства — бурдюки (на них переправлялись через реки отдельные воины, из них же устраивали плоты и плавучие мосты).
Финикийские мастера строили для Ассирии боевые корабли типа галер с острым носом для нанесения таранного удара судам противника. Гребцы в них располагались в два яруса. Корабли строились на Тигре и Евфрате и спускались в Персидский залив.

## Религия
Религия Ассирии мало отличалась от вавилонских верований. В Вавилон перешли все ассирийские молитвы, гимны, заклинания, мифологические сказания, которые достались по наследству ассирийцам от аккадцев. Священные места ассирийцев стали священными местами вавилонян.
Во главе ассирийского пантеона богов стоял бог Ашшур — покровитель Ассирийского царства, создавший не только всех богов, но и самого себя. В Ассирии получают распространение культы Иштар, как богини войны, и Раммана — сокрушителя врагов. Наряду с богами в Ассирии почитались также многочисленные духи земли и неба — ануннаки и игиги.
Космогония, как и учение о богах, вероятно, также подвергались значительным изменениям: творение мира приписывалось то одному, то другому богу. Например, о Бэле рассказывается, что он создал из первобытного хаоса небо и землю, светила, животных, а из смеси земли со своей кровью создал человека. С момента возвышения Мардука развитие получает миф о сотворении мира им. По мнению вавилонян, мир представляет собой три отдельных области: небо, землю и преисподнюю. Миф о происхождении мира с участием Мардука рассказывает о его борьбе с богиней Тиамат, олицетворявшей первобытный хаос. Он побеждает Тиамат и, завладев скрижалями судьбы, разрывает её пополам, а из её тела образовываются земля и небо.
Вера в загробное существование была достаточно ярко выражена, но получила, так же как у шумеров, весьма пессимистический характер. Темница, в которую заключены умершие, окружена семью стенами; ни один луч света не проникает в неё. Иногда упоминаются острова блаженных, где нет страдания, болезней и смерти, но достигнуть этих островов могут только редкие избранники.

## Искусство и архитектура
Ассирия — воинственное государство, города которого укреплялись крепостными стенами с башнями.
Столицы — Дур-Шаррукин, Ниневия — были построены на искусственных платформах.
Стены дворцов были украшены рельефами со сценами охоты на львов и победоносных битв.
Культура Ассирии во многом следовала вавилонским традициям. Произведения вавилонской и шумерской литературы изучались в ассирийских храмах, школах и библиотеках. Летописи иногда напоминают исторические романы. Широко применялись такие литературные приёмы, как пейзаж и портрет. Цари всегда описывались храбрыми и великодушными, а враги коварными и трусливыми. В искусстве преобладали военные сюжеты.

## Язык и литература
Ассирийцы говорили на северном диалекте аккадского языка (называемом также ассиро-вавилонским по основным диалектам).
Одним из важнейших литературных памятников древней Ассирии является «Поучение писца Ахикара», жившего в VIII—VII веках до н. э. и служившего при дворе царя Синахериба.

## Изучение истории Ассирии
После падения Ассирии о ней остались лишь скудные сведения античных авторов и ещё некоторая информация из нескольких книг Ветхого Завета. Так продолжалось более двух тысяч лет.
Ассириология получила научную основу только в середине XIX века благодаря археологическим исследованиям, проведённым О. Г. Лэйардом и П. Э. Ботта, а также обнаружению Г. Роулинсоном (Англия) в Иране трёхъязычной (древнеперсидско-эламско-вавилонской) Бехистунской наскальной клинописной надписи персидского царя Дария I (около 521 года до н. э.). Лэйард в 1845—1851 годах нашёл и раскопал несколько ассирийских городов, включая Ниневию и Нимруд, в котором обнаружил знаменитую царскую библиотеку клинописных табличек Ашурбанипала. Дешифровка вавилоно-ассирийской клинописи удалась благодаря исследованиям, начатым в 40-х годах XIX века П. Э. Ботта и развитым Э. Хинксом, а также Г. Роулинсоном и иными ассириологами.

### На русском языке
- Ассирия // Энциклопедический словарь Брокгауза и Ефрона : в 86 т. (82 т. и 4 доп.). — СПб., 1890. — Т. II. — С. 325—329.
- Егер О. Всемирная история. — СПб.: Полигон, 2010. — Т. II: Древний мир. — 672 с. — ISBN 978-5-17-050157-1.
- История древнего Востока: От ранних государственных образований до древних империй / Под ред. А. В. Седова. — М.: Восточная литература, 2004. — 896 с. — ISBN 978-5-02-018388-1.
- Лессеэ Й. Древние ассирийцы: Покорители народов / Пер. с нем. А. Б. Давыдовой. — Центрполиграф, 2012. — 272 с. — (Загадки древних народов). — ISBN 978-5-9524-4985-5.
- Масперо Г. Ассирия: Во времена Рамзеса и Ассурбанипала / Пер. с франц. Е. Григорович. — М.: Издательство М. и С. Сабашниковых, 1916. — 296 с.
- Москати С. Древние семитские цивилизации: Вавилоняне, ассирийцы, хананеи / Пер. с англ. Л. А. Игоревского. — М.: Центрполиграф, 2012. — 256 с. — ISBN 978-5-9524-5006-6.
- Мочалов М. Ю. Ассирийская держава: От города-государства — к империи. — М.: Вече, 2015. — 320 с. — ISBN 978-5-4444-2456-8.
- Мочалов М. Ю. Древняя Ассирия. — М.: Ломоносовъ, 2014. — 240 с. — (История. География. Этнография). — ISBN 978-5-91678-193-9.
- Нуреев Р. М. Ассирия: вопросы управления военной державой // Всемирная история экономической мысли: В 6 томах / Гл. ред. В. Н. Черковец. — М.: Мысль, 1987. — Т. I. От зарождения экономической мысли до первых теоретических систем политической жизни. — С. 61—64. — 606 с. — 20 000 экз. — ISBN 5-244-00038-1.
- Рагозина З. А. История Ассирии: От возвышения ассирийской державы до падения Ниневии. — 2-е изд. — СПб.: Изд. А. Ф. Маркса, 1902. — XVI, 500 с. — (Древняя история Востока).
- Рицца А. Ассирия и Вавилон / Пер. с итал. — Астана: Фолиант, 2016. — 208 с. — (История и сокровища античной цивилизации). — ISBN 978-601-302-379-3.
- Садаев Д. Ч. История древней Ассирии. — М.: Наука, Главная редакция восточной литературы, 1979. — 248 с.
- Циркин Ю. Б. История библейских стран. — М.: АСТ, Астрель, Транзиткнига, 2003. — 576 с. — (Классическая мысль). — ISBN 5-17-018173-6.
- Чайлд Г. Древнейший Восток в свете новых раскопок / Пер. с англ. М. Б. Граковой-Свиридовой. Под ред. В. И. Авдиева. — М.: Издательство иностранной литературы, 1956. — 384 с.

### На иностранных языках
- Ascalone, Enrico. Mesopotamia: Assyrians, Sumerians, Babylonians (англ.). — Berkeley: University of California Press, 2007. — 368 p. — (Dictionaries of Civilizations). — ISBN 0-520-25266-7.
- Grayson, Albert Kirk. Assyrian and Babylonian Chronicles (ABC) (англ.). — Locust Valley, N.Y: Augustin, 1975.
- Healy, Mark. The Ancient Assyrians (англ.). — London: Osprey, 1991. — ISBN 1-85532-163-7.
- Leick, Gwendolyn. Mesopotamia (англ.). — Penguin Books, 2003. — 384 p. — ISBN 0140265740. — ISBN 978-0140265743.
- Lloyd, Seton. The Archaeology of Mesopotamia: From the Old Stone Age to the Persian Conquest (англ.). — Thames and Hudson, 1978. — 251 p. — ISBN 0500790078. — ISBN 978-0500790076.
- Rosie Malek-Yonan. The Crimson Field (англ.). — Pearlida Publishing, 2005. — ISBN 0-9771873-4-9.
- Nardo, Don. The Assyrian Empire (англ.). — Lucent Books, 1998. — 96 p. — ISBN 1560063130. — ISBN 978-1560063131.
- Nemet-Nejat, Karen Rhea. Daily Life in Ancient Mesopotamia (англ.). — Greenwood, 1998. — 368 p. — ISBN 0313294976. — ISBN 978-0313294976.
- Oppenheim, A. Leo. Ancient Mesopotamia: Portrait of a Dead Civilization (англ.). — University of Chicago Press, 1977. — 445 p. — ISBN 0226631877. — ISBN 978-0226631875.
- Parpola, Simo. National and Ethnic Identity in the Neo-Assyrian Empire and Assyrian Identity in Post-Empire Times (англ.) // Journal of Assyrian Academic Studies. — 2004. — No. 18 (2). Архивировано 6 августа 2025 года.
- P. F. Bang, C. A. Bayly, W. Scheidel. The Oxford World History of Empire: Volume One: The Imperial Experience. — Oxford University Press, 2020. — 585 с. — ISBN 978-0-19-977311-4.
- Roux, Georges. Ancient Iraq (англ.). — 3 ed. — Penguin Books, 1992. — ISBN 0-14-012523-X.
- Saggs, H. W. F. The Might That Was Assyria (англ.). — Sidgwick & Jackson, 1984. — 340 p. — ISBN 0-283-98961-0. — ISBN 978-0283989612.
- Virginia Schomp. Ancient Mesopotamia: The Sumerians, Babylonians, and Assyrians (англ.). — Scholastic Library Pub, 2004. — 112 p. — ISBN 0-531-16741-0. — ISBN 978-0531167410.
- Spence, Lewis. Myths and Legends of Babylonia and Assyria (англ.). — Kessinger Publishing, 1995. — 496 p. — ISBN 1564595005. — ISBN 978-1564595003.